# Gomoarius
Gomoarius (lateinisch Gomoarius, Gumoarius; altgriechisch Γομαρίος; alemannisch *Gomohari „Mann-Krieger“)  war ein alemannischer Krieger, der im 4. Jahrhundert in führenden Positionen im römischen Heer diente.
Er war im Jahr 350 unter dem römischen Usurpator Vetranio Militärtribun, genauer tribunus scholae scutariorum, verriet seinen Herrn aber an Constantius II. Constantius machte ihn 359/360 zum Nachfolger des Lupicinus als magister militum, als der er den Caesar Julian begleitete. Der magister militum (Heermeister) war der höchste militärische Titel im spätantiken Römischen Reich, entsprach also der Position eines Generals. Julian setzte ihn jedoch im Frühling 361 wieder ab. Daraufhin begab sich Gomoarius zurück zu Constantius. Kurz darauf, als Julian sich gegen Constantius zum Augustus erhoben hatte, bekam er in einem Kommando über die Laeten den Auftrag, den Pass von Succi zu besetzen. Constantius starb jedoch am 3. November 361, sodass ein Bürgerkrieg verhindert wurde. Gomoarius scheint daraufhin ins Privatleben zurückgetreten zu sein.
Im Jahr 365 war er zusammen mit Agilo magister militum unter dem Usurpator Procopius, dessen Truppen er im Frühling 366 in Lydien befehligte. Er trat dann zum rechtmäßigen Kaiser Valens über und verhalf diesem zum Sieg von Nakoleia. Die späteren Historiker Sokrates Scholastikos und Sozomenos berichten, Valens habe ihn nach seinem Sieg zersägen lassen; dies scheint jedoch erfunden zu sein, da der zeitgenössische Historiker Ammianus Marcellinus, dem wir die sonstigen Informationen zu Gomoarius zu verdanken haben, nicht davon berichtet.